# Guindilia cristata
Guindilia cristata är en kinesträdsväxtart som först beskrevs av Ludwig Radlkofer, och fick sitt nu gällande namn av A.T. Hunziker. Guindilia cristata ingår i släktet Guindilia och familjen kinesträdsväxter. Inga underarter finns listade i Catalogue of Life.